# William Levay
William Levay, född 27 augusti 1996 i Huddinge, är en före detta svensk friidrottare (medeldistanslöpare) tävlande för Spårvägens FK.  

## Karriär
Dagen före sin 12-årsdag, satte Levay världsrekord på sträckan 2000m för sin ålder (11 år). Närmare bestämt den 26 augusti i Stockholm. William Levay sprang 1 500 meter vid junior-EM i Eskilstuna i juli 2015. Han gick enkelt vidare från försöken genom att vinna sitt försöksheat. I finalen fastnade han i startrusningen och föll och tvingades bryta loppet.Han har även lyckats bli nordisk mästare på 1500m inomhus i Tammerfors 2017, där han gick i mål segrande på tiden 3.49.01.

## Personliga rekord
| Utomhus - 400 meter – 50,13 (Sollentuna, Sverige 7 juni 2013) - 800 meter – 1:49,70 (Stockholm, Sverige 21 augusti 2014) - 1 500 meter – 3:41,52 (Sollentuna, Sverige 28 juni 2016) - 3 000 meter – 8:05,69 (Oordegem, Belgien 30 maj 2015) - 5 000 meter – 14:03,85 (Eagle Rock, Kalifornien USA 6 maj 2017) | Inomhus - 3 000 meter – 8:13.41 (Huddinge, Sverige 26 januari 2018) |

### Fotnoter
1. ↑  ”Stafett-SM 2014” (pdf). idrottonline.se. Arkiverad från originalet den 2 april 2015. https://web.archive.org/web/20150402184643/http://www3.idrottonline.se/ImageVaultFiles/id_595198/cf_69694/resultat2014-05-27_2.PDF. Läst 25 mars 2015.
2. 1 2  ”Stafett-SM 2015”. smfriidrott.com. Arkiverad från originalet den 24 november 2015. https://web.archive.org/web/20151124055051/http://www.smfriidrott.com/tavling/stafett-sm-2015/resultat. Läst 31 oktober 2015.
3. 1 2  ”Stafett-SM 2016”. trackandfield.se. http://www.trackandfield.se/resultat/2016/160528.htm. Läst 1 november 2016.
4. ↑  ”Stafett-SM 2017”. mai.se. http://mai.se/download/Resultatlista_Stafett-SM-2017.pdf. Läst 25 augusti 2017.
5. 1 2 3 4 5 6 7  ”Personsida hos Worldathletics”. worldathletics.org. https://worldathletics.org/athletes/sweden/william-levay-14483378. Läst 8 september 2020.
6. ↑  Hedman, Jonas (16 juli 2015). ”JEM19 1: Wille säkert till final”. friidrott.se. Arkiverad från originalet den 30 oktober 2017. https://web.archive.org/web/20171030003502/http://www.friidrott.se/nyheter.aspx?id=18331. Läst 29 oktober 2017.
7. ↑  ”European Athletics U20 Championships - Eskilstuna 2015” (på engelska). european-athletics.org. http://www.european-athletics.org/competitions/european-athletics-u20-championships/history/year=2015/results/index.html. Läst 29 oktober 2017.
8. ↑  Hedman, Jonas (18 juli 2015). ”JEM19 3: Wille föll i finalen”. friidrott.se. Arkiverad från originalet den 30 oktober 2017. https://web.archive.org/web/20171030003455/http://www.friidrott.se/nyheter.aspx?id=18383. Läst 29 oktober 2017.
9. ↑  ”Indoor Match FIN-SWE-NOR-DEN/ISL - Tampere Finland 11.2.2017 - LIVE-results”. live.time4results.com. http://live.time4results.com/yu/2017/indoormatch/13-1-r.html. Läst 19 november 2017.